# Krhka vrba
Krhka vrba (lat. Salix × fragilis) je bjelogorična vrsta drveća iz porodice vrba (lat. Salicaceae). Ime je dobila po krhkim izbojcima.

## Rasprostranjenost
Raste kao grm ili do 20 m visoko drvo u nizinama Europe i jugozapadne Azije. U Hrvatskoj je autohtona vrsta. Obično raste uz rijeke. Pionirska je vrsta drveća.

## Izgled
Izbojci su zelenkasto-žuti, sjajni, vrlo krhki. Lišće je 7-15 cm dugo, 2-3 cm široko, najšire u donjoj trećini, napiljena i žljezdasta ruba, zubići unutra uvinuti. Peteljka je bez ili s jednom do dvije žlijezde. Prašnika ima 2. Cvjetni priperci imaju po 2 žlijezde. Žuti su, ujednačene boje. Palistići su sitni. Cvate za ili odmah iza listanja. Resu su na postranim mladicama. Oprašivanje vrše kukci. 

## Galerija
- Stablo krhke vrbe
- Lišće krhke vrbe